# Halberstädter Flugzeug-Werke
Halberstädter Flugzeugwerke G.m.b.H., zwana zwykle Halberstadt – niemiecki producent samolotów z pierwszej połowy XX w., najbardziej znany z maszyn obserwacyjnych produkowanych dla lotnictwa niemieckiego w czasie I wojny światowej.
Założony w lutym 1911 roku w Halberstadt pod nazwą Deutsche Bristol Werke Flugzeug-Gesellschaft mbH jako niemiecki oddział British and Colonial Aeroplane Company of Bristol, początkowo produkując wersje samolotów Bristol Boxkite i Bristol Coanda (prawdopodobnie także Bristol Prier), a z niemieckich maszyn – Taube. Umowa z Bristolem została rozwiązana 23 czerwca 1914 roku i przedsiębiorstwo zostało przekształcone w Halberstädter Flugzeug-Werke GmbH; na początku I wojny światowej wytwarzało samolot A.II (licencyjny Fokker A.I, dwumiejscowa wersja Fokker E.I). W końcu 1915 roku zbudowało dwupłatowy myśliwiec D.I, rozwinięty następnie w ulepszoną wersję D.II. Wprowadzona w 1916 roku konstrukcja ta była jednym z pierwszych „klasycznych” myśliwców I wojny światowej – jednomiejscowych dwupłatów z silnikiem ciągnącym, uzbrojonych w zsynchronizowany karabin maszynowy. Mimo dobrej zwrotności, nie dorównywał maszynom francuskim i został wycofany z frontu zachodniego po pół roku; w 1917 roku służył na mniej odpowiedzialnych odcinkach, a pod koniec tego roku, 25 sztuk kolejnej wersji, D.V., zostało zbudowanych dla lotnictwa tureckiego
Równolegle, przedsiębiorstwo budowało maszyny obserwacyjne – począwszy od wyjściowego treningowego samolotu Halberstadt B.I główny konstruktor firmy Karl Theis stworzył serię dwupłatowych samolotów, klasy B i C, wśród nich B.II i C.V. Także dwumiejscowe były najważniejsze dla przedsiębiorstwa – szturmowe CL.II i CL.IV. Te ostatnie wywodziły się od maszyn obserwacyjnych klasy C (CL oznacza leichte C – lekki [samolot klasy] C), ale były mniejsze, szybsze i bardziej zwrotne. Początkowo projektowane jako rozpoznawcze, okazały się bardzo skuteczne jako maszyny bliskiego wsparcia i były organizowane w dywizjony uderzeniowe – Schlachstaffel (później także większe jednostki). Maszyny CL.IV były także produkowane przez Luft-Fahrzeug-Gesellschaft, pod oznaczeniem Halb. CL.IV (Rol).
Według M. Sharpe’a samoloty Halberstadt nie wyróżniały się szczególnie – ani pod względem osiągów ani rozwiązań konstrukcyjnych – ale stanowiły istotne uzupełnienie bojowej siły lotnictwa Państw Centralnych.

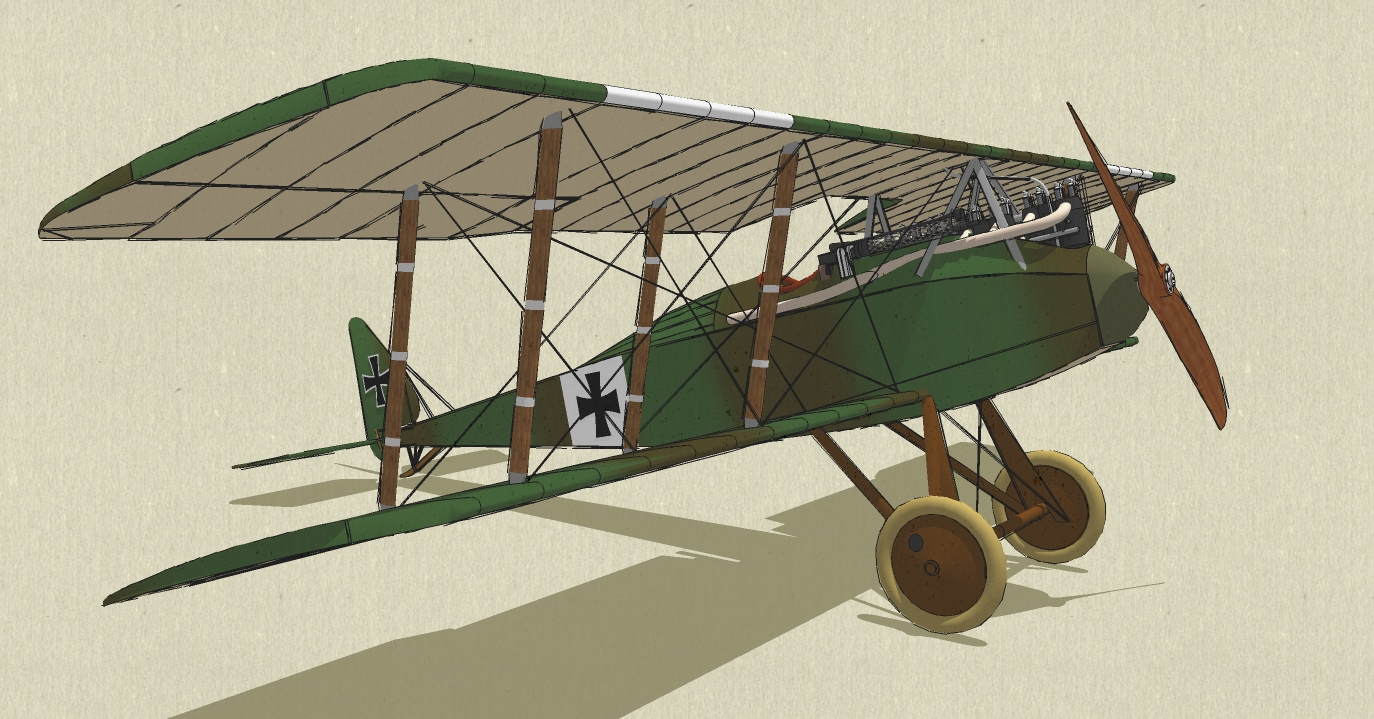
Myśliwiec Halberstadt D.II
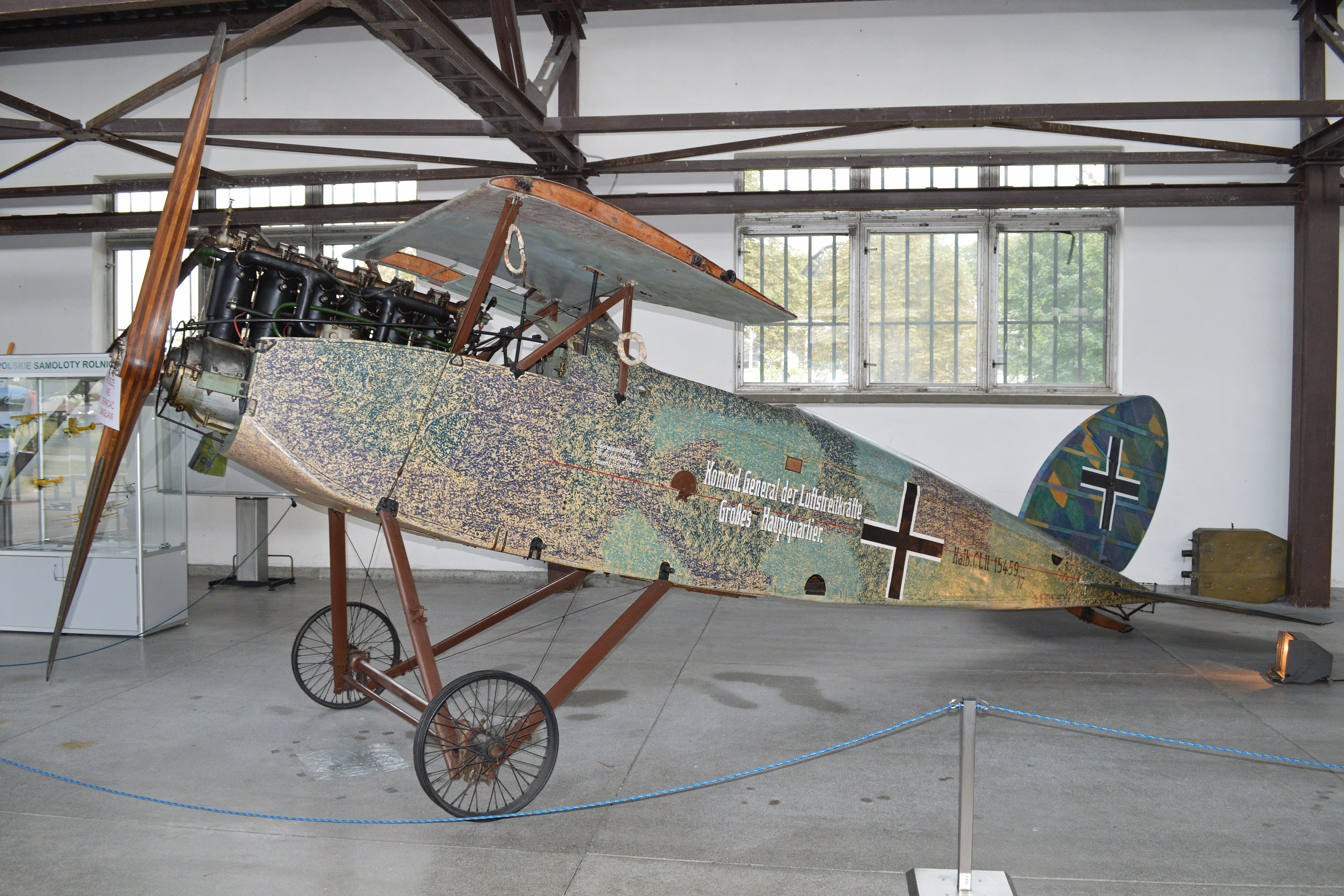
Samolot wsparcia CL.II w Muzeum Lotnictwa Polskiego w Krakowie
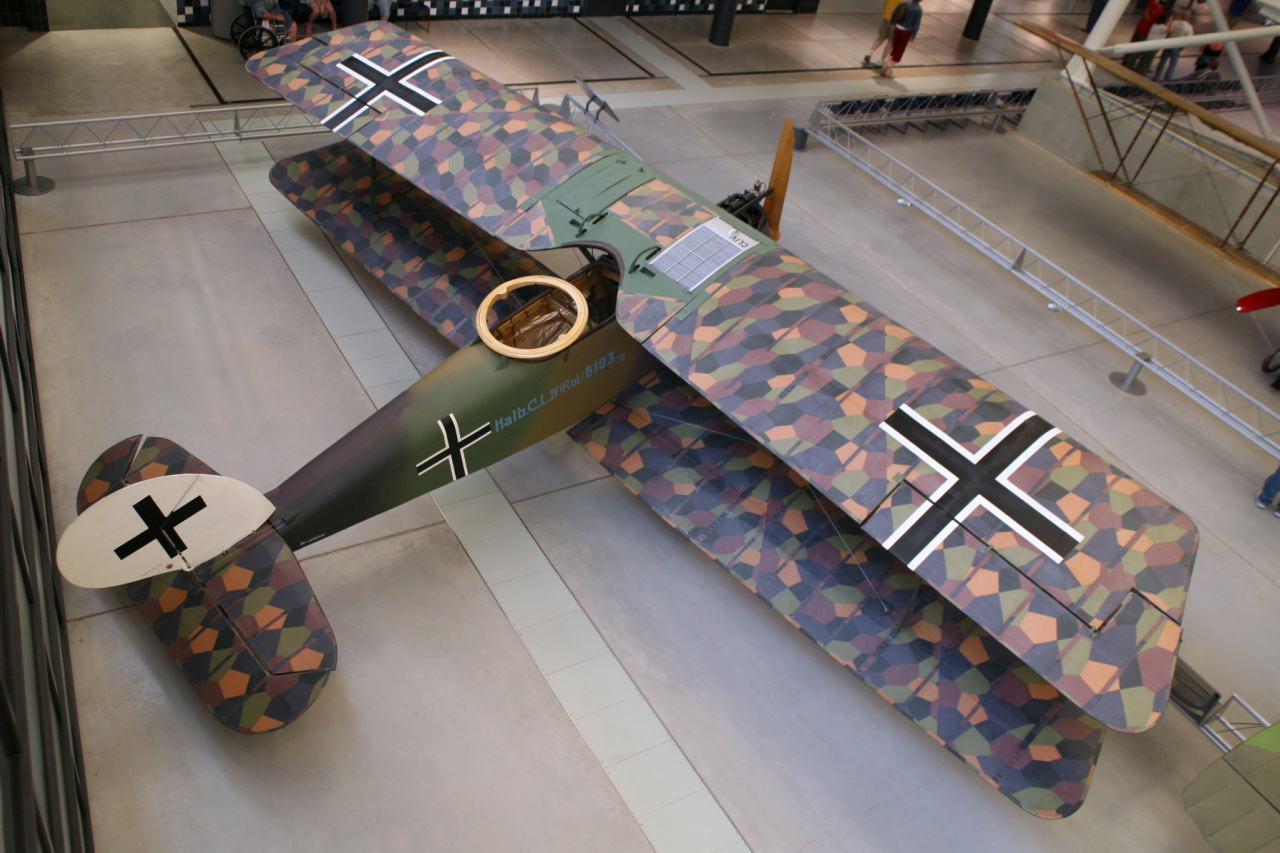
CL.IV w charakterystycznym, wielopolowym kamuflażu
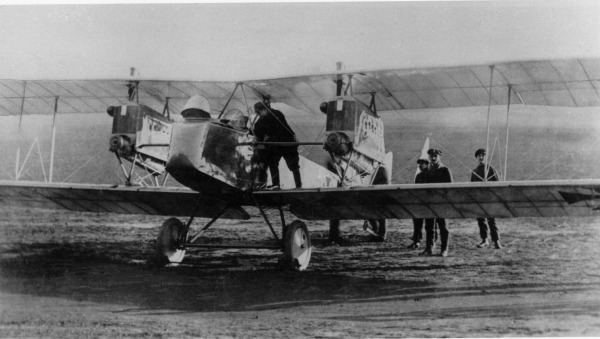
Jedyny dwusilnikowy bombowiec Halberstadt (prototyp)